# Walentina Nazarowa
Walentina Wiktorowna Nazarowa (ros. Валентина Викторовна Назарова; ur. 16 października 1987 w Uwie) – rosyjska biathlonistka, parokrotnie stawała na podium zawodów Pucharu IBU. W sezonie 2012/2013 zdobyła małą kryształową kulę za triumf w klasyfikacji biegu na dochodzenie Pucharu IBU. Rok później zajęła drugie miejsce klasyfikacji generalnej Pucharu IBU oraz triumfowała w klasyfikacji biegu indywidualnego.

## Osiągnięcia

### Puchar Świata
| Sezon     | Miejsce |
| --------- | ------- |
| 2012/2013 | 93      |

### Mistrzostwa Europy
| 2013 Bansko (Bułgaria) | 4. miejsce (IN), 21. miejsce (SP), 8. miejsce (PU), 5. miejsce (RL) |

### Puchar IBU

#### Miejsca w klasyfikacji generalnej
| Sezon     | Miejsce |
| --------- | ------- |
| 2011/2012 | 49      |
| 2012/2013 | 4       |
| 2013/2014 | 2       |

#### Miejsca na podium chronologicznie
| Lp. | Dzień        | Rok  | Miejscowość | Konkurencja                | Lokata | Pudła   | Czas biegu  | Strata  | Zwycięzca           |
| --- | ------------ | ---- | ----------- | -------------------------- | ------ | ------- | ----------- | ------- | ------------------- |
| 1.  | 11 marca     | 2012 | Altenberg   | Bieg pościgowy na 10 km    | 3.     | 1+1+4+0 | 34:19.5 min | +14.9 s | Marina Korowina     |
| 2.  | 11 stycznia  | 2013 | Ostrów      | Sprint na 7,5 km           | 2.     | 0+0     | 24:05.7 min | +6.8 s  | Jekatierina Jurjewa |
| 3.  | 12 stycznia  | 2013 | Ostrów      | Bieg pościgowy na 10 km    | 3.     | 1+0+2+0 | 34:23.9 min | +55.3 s | Jekatierina Jurjewa |
| 4.  | 24 listopada | 2013 | Idre        | Sprint na 7,5 km           | 1.     | 1+0     | 23:06.1 min | –       | –                   |
| 5.  | 29 listopada | 2013 | Beitostølen | Bieg indywidualny na 15 km | 2.     | 0+0+0+2 | 51:13.0 min | +5.3 s  | Olga Podczufarowa   |
| 6.  | 30 listopada | 2013 | Beitostølen | Sprint na 7,5 km           | 2.     | 1+0     | 20:20.7 min | +5.8 s  | Swietłana Slepcowa  |
| 7.  | 12 stycznia  | 2014 | Ridnaun     | Sprint na 7,5 km           | 1.     | 0+0     | 22:38.5 min | –       | –                   |
| 8.  | 9 lutego     | 2014 | Osrblie     | Bieg pościgowy na 10 km    | 2.     | 1+1+1+0 | 32:51.2 min | +43.0 s | Olga Podczufarowa   |
| 9.  | 13 marca     | 2014 | Martell     | Sprint na 7,5 km           | 1.     | 1+0     | 22:56.1 min | –       | –                   |